# 克里斯蒂娜 (塔林)

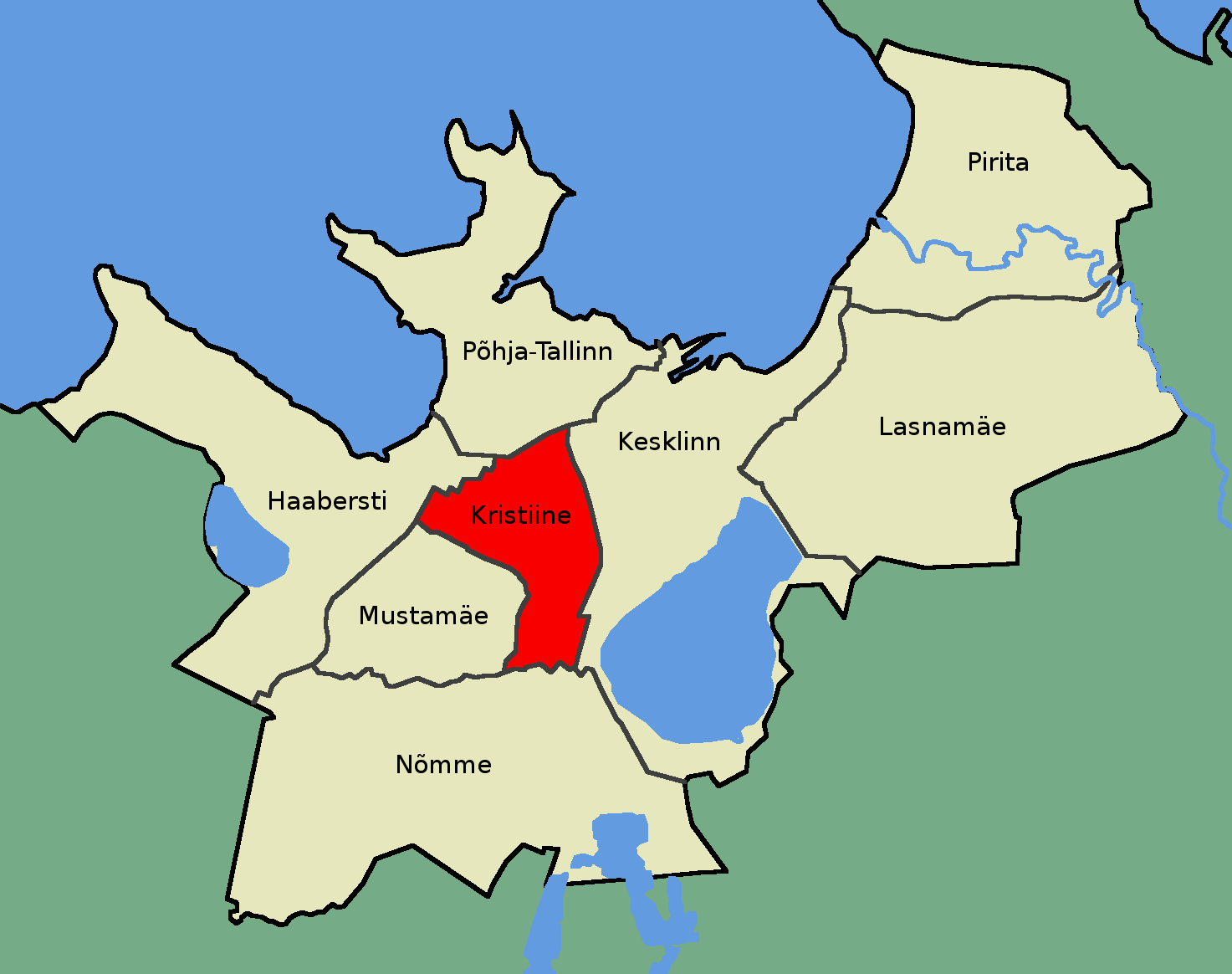
克里斯蒂娜区在塔林的位置（红色部分）

克里斯蒂娜是愛沙尼亞首都塔林下轄的八個市區之一。克里斯蒂娜区下分為3個分區。愛沙尼亞人是該區人口比例最高的民族。2014年11月，克里斯季内有人口31.739人。

## 外部連結
- 官方网站